# Rahel Kopp
Rahel Kopp, född 18 mars 1994, är en schweizisk alpin skidåkare som debuterade i världscupen den 26 oktober 2013 i Sölden i Österrike. Hon vann guld i alpin kombination vid Juniorvärldsmästerskapen i alpin skidsport 2015.